# Cochiti Lake
Cochiti Lake – jednostka osadnicza w Stanach Zjednoczonych, w stanie Nowy Meksyk, w hrabstwie Sandoval.